# Presepe vivente

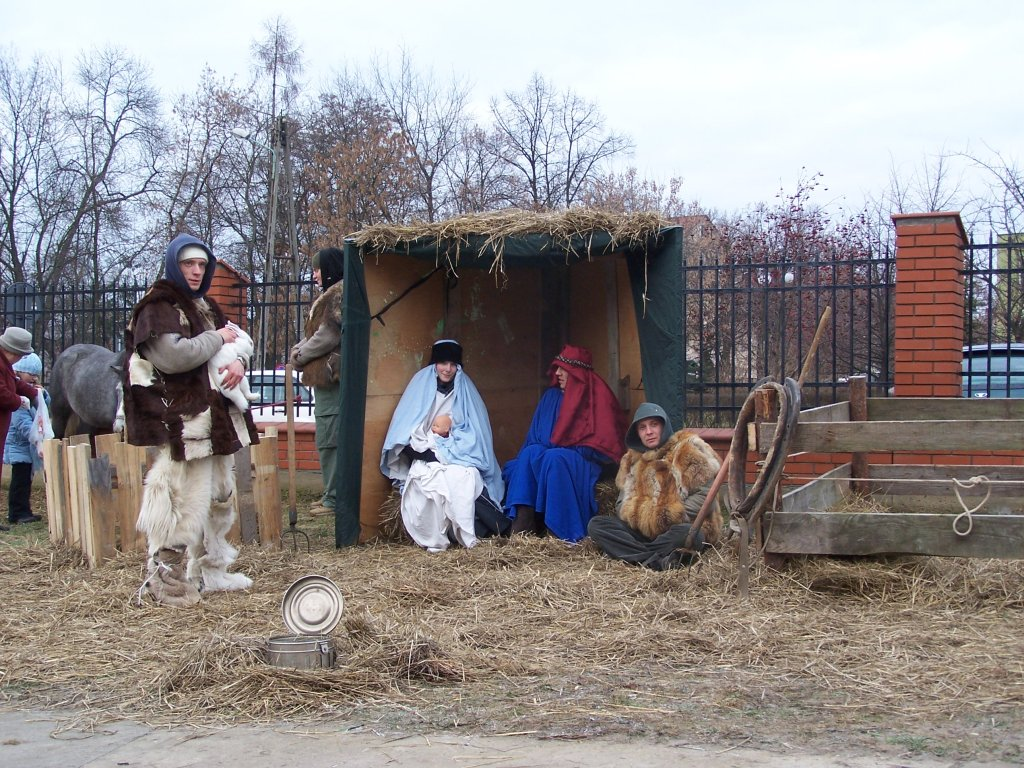
Presepe vivente di Wyszków (Polonia)

Il presepe vivente (o presepio vivente) è una tradizione cristiana consistente in una breve rappresentazione teatrale che ha lo scopo di rappresentare, con l'impiego di figuranti umani, la nascita di Gesù in una scenografia che viene costruita per ambientare la vicenda della natività.

## Storia
Il primo presepe vivente della storia fu opera di san Francesco d'Assisi, nel borgo di Greccio, presso Rieti, nel 1223. Da allora, la tradizione si diffuse nel resto d'Italia e negli altri Paesi cristiani. Oggi, i presepi viventi sono organizzati pressoché in tutto il mondo occidentale cristiano, non solo cattolico, ma anche da parte di fedeli di altre Chiese (per es. Assemblee di Dio, battisti, ecc.). Il periodo in cui vengono svolti è quello delle festività natalizie.
Ad organizzare i presepi viventi sono, per lo più, intere città, frazioni (o loro quartieri) e i figuranti sono solitamente loro abitanti. L'ambientazione non è necessariamente quella dell'epoca della nascita di Cristo, ma, spesso, il presepe vivente costituisce l'occasione per mostrare antichi mestieri del luogo ormai in via di scomparsa.

## Località che organizzano presepi viventi

### Italia

#### Abruzzo
- Bolognano

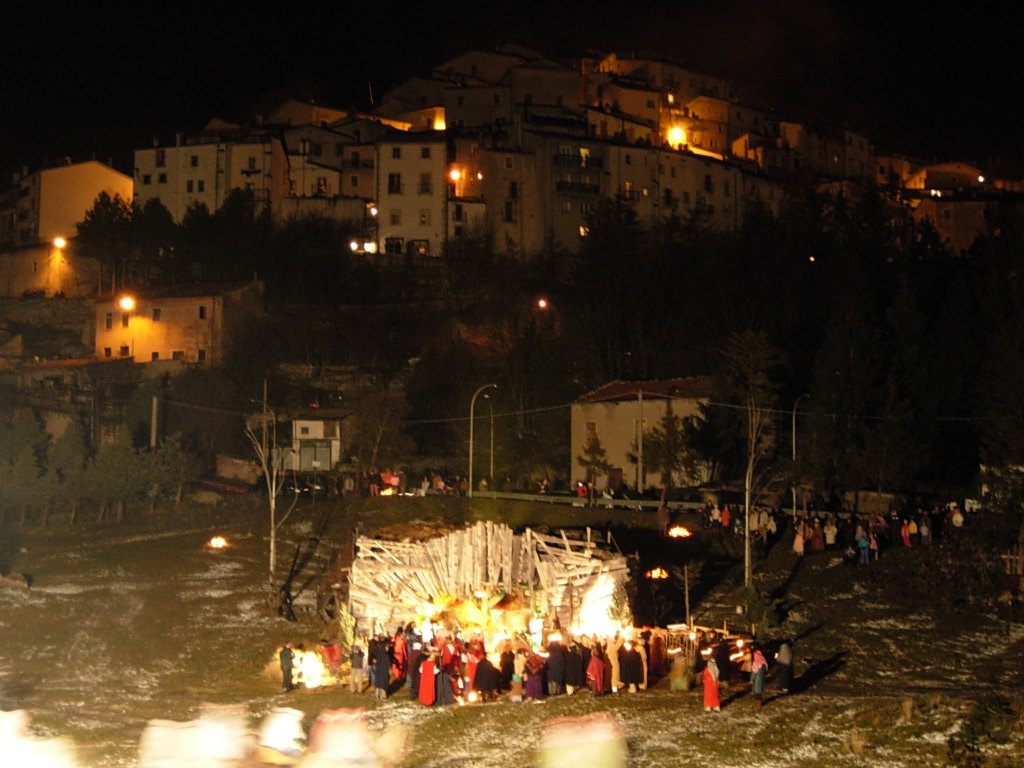
Presepe vivente di Rivisondoli

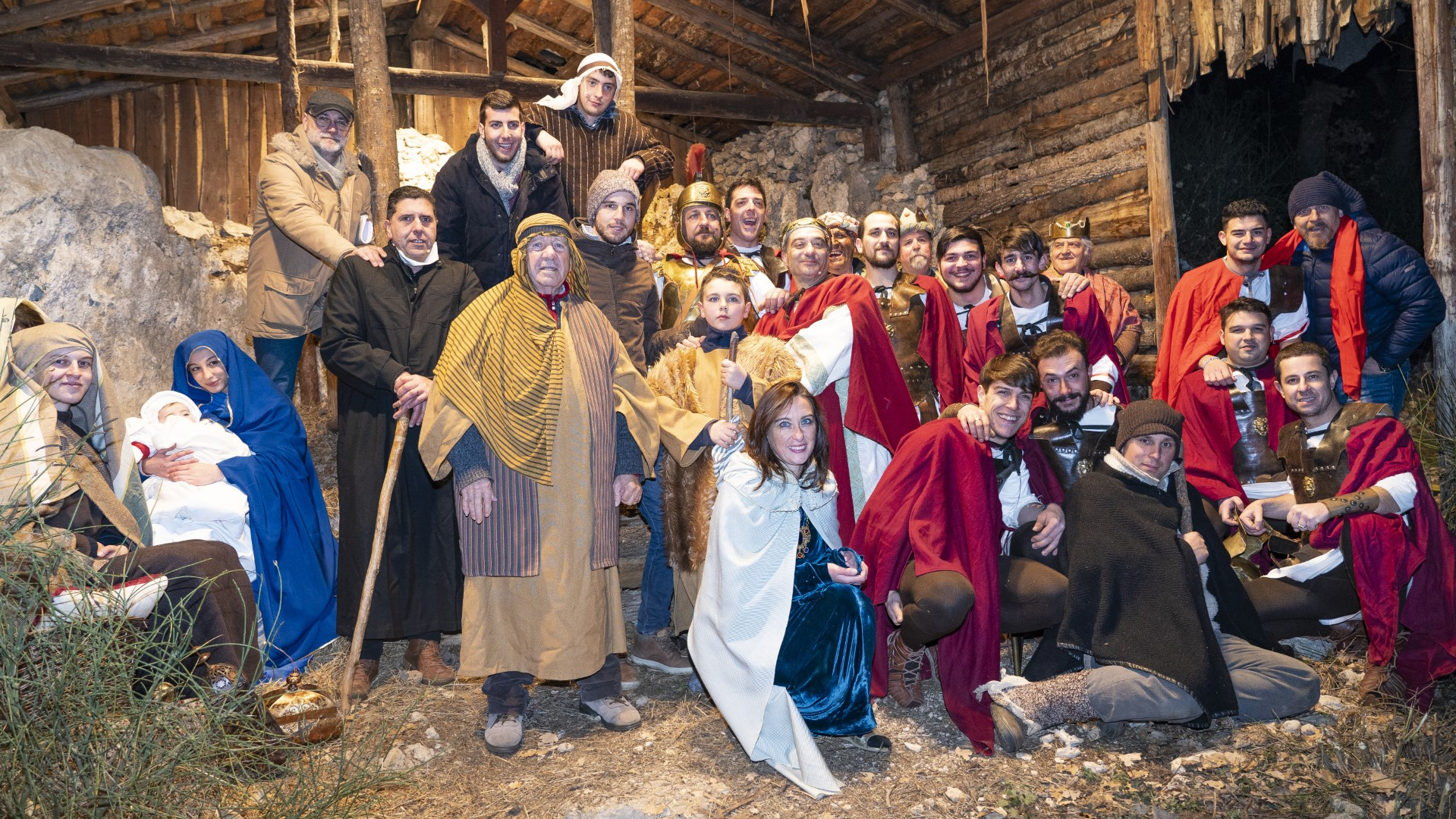
Presepe vivente a Pereto

- Canistro Superiore (annualmente il 29 dicembre; al 2023 la 5ª edizione[6])
- Chieti: presepe vivente nell'antica città di Chieti[7]
- Brecciarola (frazione di Chieti)[8]: presepe vivente in scena il 26 dicembre di tutti gli anni
- Ortucchio (AQ)[9]
- Pereto (AQ)[10], fin dall'anno 1971, va in scena il giorno 26 dicembre. Si sviluppa, con circa 100 personaggi recitanti, attraverso il paese medioevale per un percorso di 1.000 metri.
- Petrella Liri (AQ)[11]
- Rivisondoli (AQ)[12], a Rivisondoli, la rappresentazione va in scena sin dal 1951, e secondo la tradizione l'ultimo nato del paese interpreta il bambinello[13]
- Pianola, frazione dell'Aquila, giunto alla 44 edizione[14].
- Sant'Eusanio del Sangro (CH)[15]
- Cerqueto di Fano Adriano (TE)[16]: presepe vivente del Parco nazionale del Gran Sasso e dei Monti della Laga, giunto alla 52ª edizione. Secondo la tradizione l’ultimo nato del paese interpreta il bambinello. In scena il 26 dicembre.
- Forme (AQ)[17]
- Santa Jona di Ovindoli (AQ), giunto alla XXX edizione nel 2015[18]
- Antrosano, frazione di Avezzano (AQ)[19]
- Tremonti frazione di Tagliacozzo (AQ)[20]

#### Basilicata
- Castelmezzano (PZ)[21]
- Matera[22], a Matera si è svolto per la prima volta nel 2010 il presepe vivente più grande del mondo[23][24], realizzato con la partecipazione di oltre 200 figuranti su un percorso di 1,5 km negli antichi Sassi di Matera
- Potenza[25]
- Rionero in Vulture (PZ)[26]
- Tursi (MT)[27]

#### Calabria
- Grotteria (RC) È uno dei più grandi del mondo, compreso quello di Matera, esso si estende lungo tutti il centro storico del paese tra i caratteristici vicoli, gafii e palazzi. Questo evento si ripete ogni anno giorno 26 dicembre.
- Bagaladi (RC)[28]
- Melicucco (RC)[29]
- Polistena (RC)[30]
- San Ferdinando (RC)[31]
- Lamezia Terme - Sambiase (CZ)[32]
- Lamezia Terme - Nicastro (CZ)[33]
- Limbadi (VV)
- Panettieri (CS)[34]
- Sibari (CS). Le attività del presepe hanno inizio l'8 dicembre e terminano la prima domenica dopo l'Epifania
- Cellara (CS)
- Morano Calabro (CS)

#### Campania
- Apice (BN)
- Agerola - frazione Campora(NA)
- Baselice (BN)
- Casali di Faicchio (BN)[35]
- Calitri (AV)
- Caserta (quartiere di Vaccheria)[36]
- Cervinara(AV)
- Forino (AV)
- Morcone (BN)[37]
- Napoli[38]
- Nocera Inferiore (SA)[39][40]
- Sant'Antonio Abate (NA)[41]
- Panza - Isola d'Ischia (NA)[42]
- Petina (SA)
- Pietramelara (CE)[43]
- Pietrelcina (BN)[44]
- Pimonte (NA)
- San Mauro Cilento (SA)[45] dal 28 al 29 dicembre 2013
- San Severino (SA)[46]
- Sorrento
- Cava de' Tirreni, Antico borgo Case Trezza (SA)
- Torre Annunziata (NA)[47]
- Visciano (NA)[48]: presepe vivente in scena dal 4 al 6 gennaio, nel 2013 è giunto alla XIV edizione
- Perrillo - frazione di Sant'Angelo a Cupolo (BN)
- Vietri sul Mare (SA) - frazione Albori
- Sant'Anastasia (NA)- (Borgo Sant'Antonio)

#### Emilia-Romagna
- Montefiore Conca (RN)
- Fiumalbo (MO)[49]
- Gavello di Mirandola (MO)[senza fonte]
- Rimini[50]
- Viserba (RN)[51]
- Copparo (FE)
- Meldola (FC)

e Frassinoro.

#### Friuli-Venezia Giulia
- Sesto al Reghena (PN)[52]

#### Lazio
- Anagni (FR)[53]
- Arcinazzo Romano
- Canale Monterano (RM)[54]
- Colleferro (RM)
- Corchiano (VT)[55]
- Roma (RM)[56]
- Civita di Bagnoregio (VT)[57]
- Graffignano (VT)
- Greccio (RI)[58]
- Maranola (LT)[59]
- Fiumicino (RM)[60]
- Marino (RM)[61]
- Minturno (LT)[62]
- Sora (FR)[63]
- Alatri (FR)[64]
- Ronciglione (VT)[65]
- Sutri (VT)[66]
- Tarquinia (VT)[67]
- Tuscania (VT)
- Valmontone (RM)

#### Liguria
- Orco Feglino (SV)
- Roccavignale (SV)[68]

#### Lombardia
- Agliate (MB)
- Brezzo di Bedero (VA)
- Casalromano (MN)
- Castelnuovo di Asola (MN)
- Piubega (MN)[69]
- Casletto (fraz. di Rogeno, LC)[70]
- San Biagio (fraz. di Bagnolo San Vito, MN)[71]
- Uggiate-Trevano (CO)
- Venegono Inferiore (VA)[72]
- Villongo (BG)[73]
- Ono San Pietro (BS)
- Zavattarello (PV)[74]

#### Marche
- Grottammare (AP) Altidona (FM)
- Castel Trosino (AP)[75]
- Genga (AN)[76]Grottammare
- San Severino Marche (MC)[77]
- Pievefavera (MC)[78]
- Morrovalle (MC)
- Comunanza (AP)
- Potenza Picena (MC)
- Sarnano (MC)
- Candia e Pietralacroce (Comune di Ancona)[79]

#### Molise
- Agnone (IS)
- Gambatesa (IS)
- Guardialfiera (CB)
- Montenero di Bisaccia (CB)[80]
- San Polo Matese (CB)

#### Piemonte

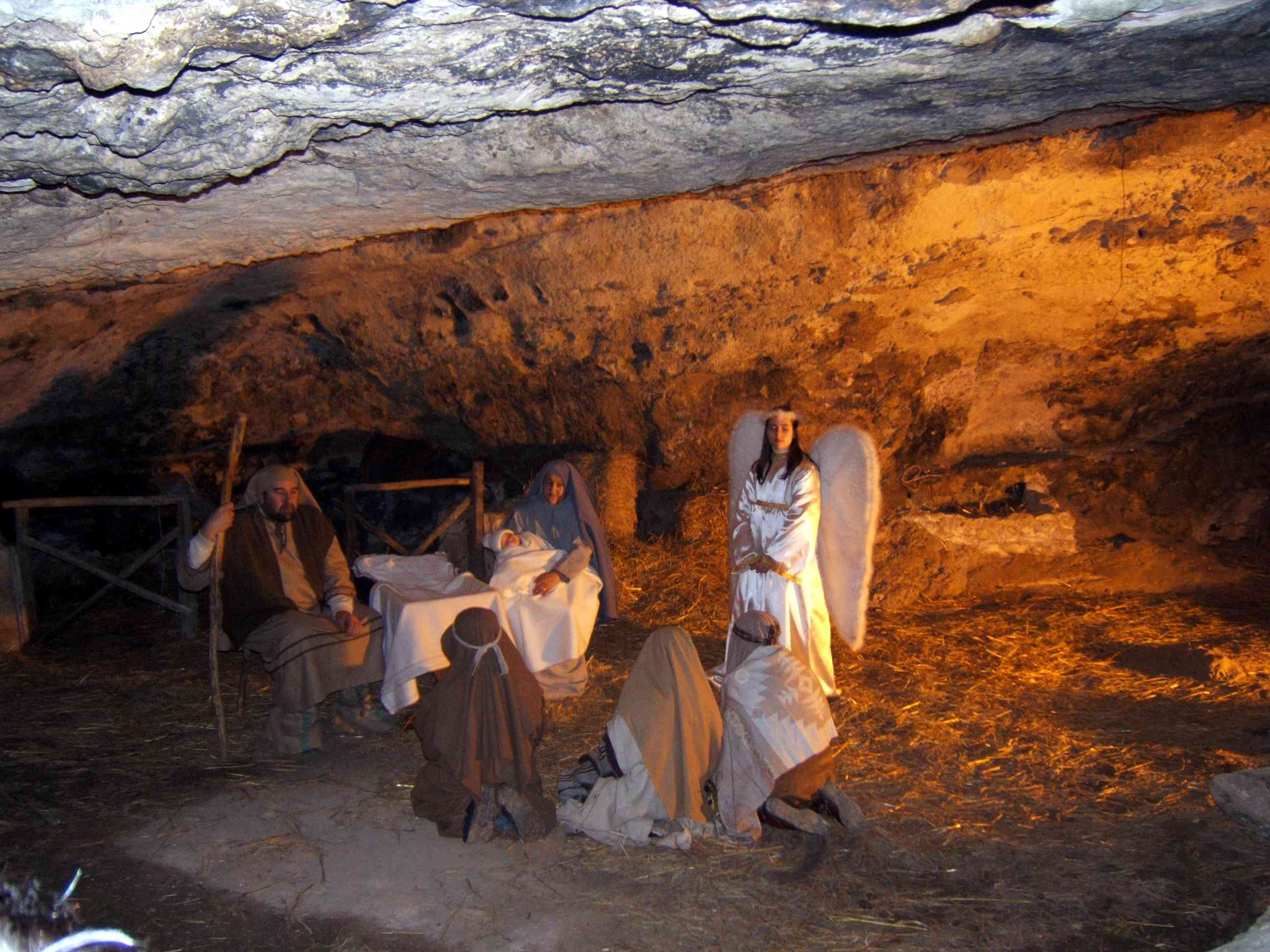
Presepe vivente di Faggiano (TA)

- Dogliani (CN)
- Prea (CN)[81]
- Sanfrè (CN)[82]
- San Damiano d'Asti (AT)
- Capriata d'Orba (AL), su presepeviventecapriata.strikingly.com.

#### Puglia
- Alberobello (BA)[83]
- Alliste (LE)[84]
- Bisceglie (BT)[85]
- Bitetto (BA)
- Canosa di Puglia (BT)[86]
- Casarano(LE)[84]
- Castrignano del Capo (LE)[84]
- Castro (LE)[84]
- Cellamare (BA)
- Crispiano (TA)[87]
- Faggiano (TA)[88]
- Fragagnano (TA)[89]
- Galatone (LE)[84]
- Noha (LE)
- Gallipoli (LE)[84]
- Gemini (LE)[90]
- Lizzano (TA)[91]
- Maglie (LE)[84]
- Mariotto (BA)[92]
- Martano (LE)[84]
- Minervino di Lecce (LE)[93]
- Modugno (BA)[94]
- Molfetta (BA)
- Monteroni di Lecce (LE)[84]
- Mottola (TA)[95]
- Ostuni (BR)[96]
- Palombaio (BA)[97]
- Pezze di Greco (BR)[98]
- Polignano a Mare (BA)[99]
- Rignano Garganico (FG)[100]
- Sanarica (LE)[84]
- San Cesario (LE)[84]
- San Donato di Lecce (LE)[101]
- San Pietro in Lama (LE)[84]
- Sant'Eufemia (Tricase) (LE)[84]
- Strudà (LE)[84]
- Taurisano (LE)[84]
- Torrepaduli (LE)[102]
- Tricase (LE)[103]
- Tuglie (LE)[104] Rievocazione del Presepe di San Francesco
- Turi (BA)[105]
- Ugento (LE)[84]
- Vignacastrisi (LE)[84]

#### Sardegna

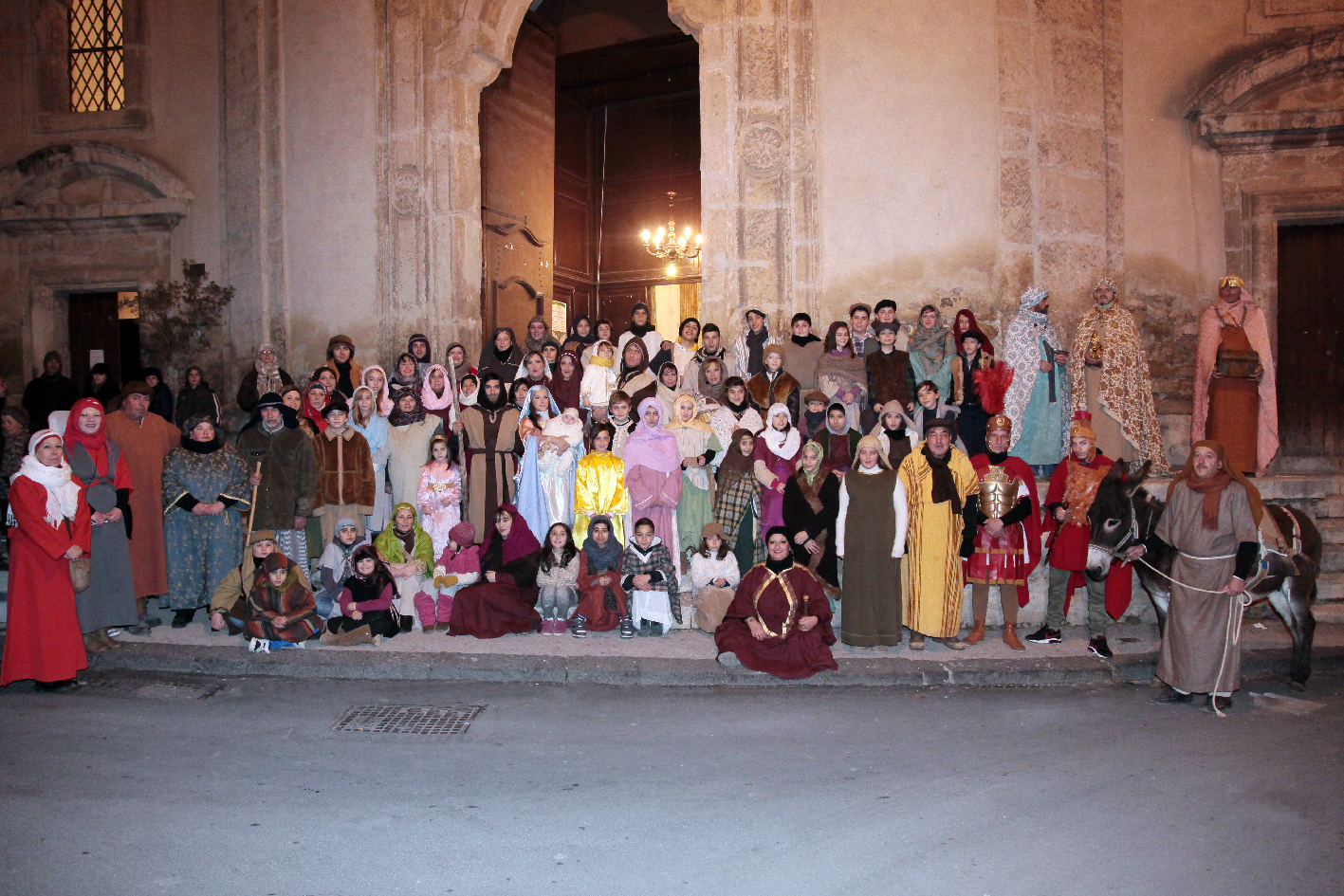
Presepe vivente a Caltanissetta Natale 2013: foto di un gruppo di figuranti con l'asina Filomena, davanti alla chiesa di San Domenico

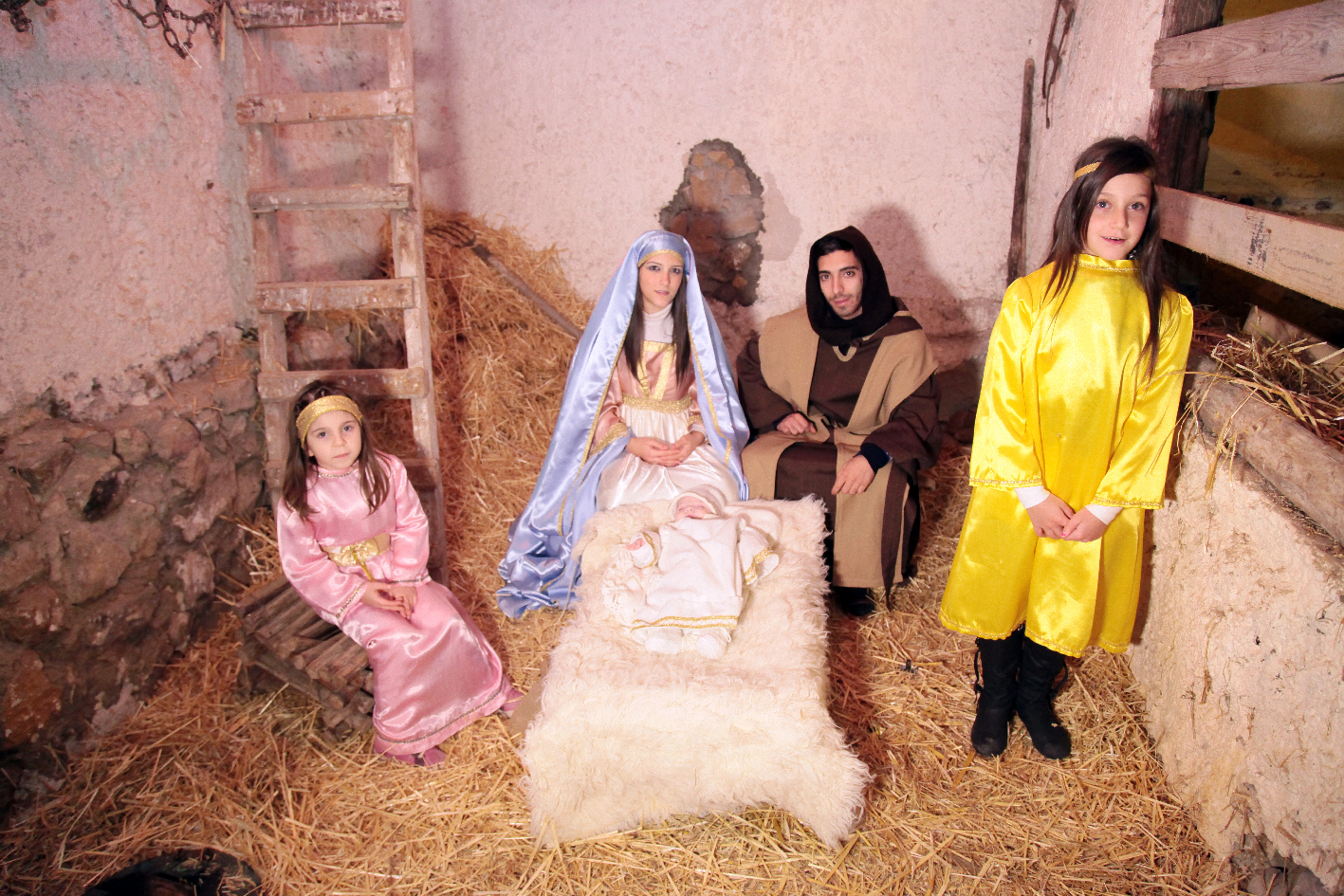
Presepe vivente a Caltanissetta Natale 2013: la Sacra Famiglia nella stalla con due angioletti

- Gergei (CA)[106]
- Assolo (OR)

#### Sicilia
- Aci Sant'Antonio (CT)[5]
- Agira (EN)[107]
- Avola (SR)
- Barrafranca (EN)[108]
- Belmonte Mezzagno (PA)
- Calatafimi Segesta (TP)[109]
- Caltabellotta (AG)[110]
- Caltanissetta (CL)[111]
- Cassaro (SR)[112]
- Castanea delle Furie (ME)[113]
- Grotte di Scurati, Custonaci (TP)[114]
- Faro Superiore (ME)[115]
- Giarratana (RG)[116]
- Gela (CL)
- Ispica (RG)[117]
- Marineo (PA)[118]
- Melilli (SR)[119]
- Monterosso Almo (RG)[120]
- Nunziata (CT)[121]
- Pagliara (ME)[122]
- Priolo Gargallo (SR)[123]
- Rosolini (SR)[124]
- Santa Lucia del Mela (ME)[125]
- Scicli (RG)
- Sutera (CL)
- Terme Vigliatore (ME)[126]
- Vizzini (CT)[127]

#### Toscana
- Barga (LU)[128]
- Casole d'Elsa (SI)[129]
- Castel del Piano (GR)[130]
- Castiglion Fiorentino (AR)[131]
- Le Ville (AR)[132]
- Luco di Mugello (FI)[133]
- Marciano della Chiana (AR)[134]
- Montepulciano (SI)[135]
- Pescia (PT)[136]
- Pian di Scò (AR)[137]
- Pietraia (AR)[138]
- Porto Ercole (GR)[139]
- Porto Santo Stefano (GR)[140]
- Sarteano (SI)[141]
- Villa Basilica (LU)[142] Presepe Vivente Medievale «Terrarum Civium et Vallis Lime» in scena nuovamente dopo 10 anni nel 2019 per poi fermarsi nuovamente durante la pandemia (dal 2020). Il 6 Gennaio 2023 la 2ª edizione.[143]

#### Trentino-Alto Adige
- Spera (TN)[144]

#### Umbria
- Arrone (TR)[145]
- Marcellano (PG)[146]
- Monteleone d'Orvieto (TR)[147]
- Petrignano (PG)[148]
- Porzano (frazione del comune di Terni, TR)
- Pozzuolo Umbro (PG)[149]
- Sambucetole di Amelia (TR)
- San Fortunato della Collina (PG)[150]
- Tenaglie (TR)[151]
- Vescia (PG)[152]
- Volterrano (PG)[153]

#### Valle d'Aosta
- Roisan[154]

#### Veneto
- Presepio vivente di Annone Veneto (VE)
- Presepe Vivente di Campofontana (VR)[155]
- Codiverno (PD)[156]
- Maerne di Martellago (VE)
- San Pietro in Gu (PD)[157]
- Revine, Revine Lago (TV)[158]
- Pontelongo (PD)
- Fratta Polesine (RO)

### Polonia
- Wyszków[159]

### Stati Uniti
- Johnson City (Texas)[160]
- Lafayette (Indiana)[4]
- Mount Laurel (New Jersey)[3]
- Searcy (Arkansas)[2]